# Sacra Fossae
Le Sacra Fossae sono una struttura geologica della superficie di Marte.